# 600 миль
«600 миль» (ісп. 600 Millas) — мексиканський драматичний фільм, написаний та знятий Габріелем Ріпштейном. Стрічка була показана в секції «Панорама» на Берлінському кінофестивалі 2015, де вона отримала нагороду за найкращий дебютний фільм. Фільм став одним із чотирнадцяти, що увійшли до шортлиста Мексики на висунення на премію «Оскар-2016» у номінації «найкращий фільм іноземною мовою». 17 вересня 2015 року «600 миль» був обраний представляти Мексику на премії «Оскар».

## Сюжет
Арнульфо Рубіо займається контрабандою зброї через американо-мексиканський кордон. Агент по боротьбі з незаконним оборотом алкоголю, тютюну і зброї Генк Гарріс намагається його заарештувати, проте замість цього потрапляє до нього у заручники. Рубіо вирішує доставити агента своїм босам, але під час подорожі довжиною 600 миль вони поступово знайомляться ближче.

## У ролях
- Тім Рот — Генк Гарріс
- Крістіан Феррер — Арнульфо Рубіо
- Гаррісон Томас — Карсон
- Моніка дель Кармен — мати Рубіо
- Джуліан Седжвік — Рей Вілсон
- Крейг Генслі — власник магазину зброї
- Ное Ернандес — Мартін
- Грег Латс — Віллі
- Тед Селі — експонент шоу зброї
- Гарріс Кендалл — Грета